# Флаг Ныды
Флаг муниципального образования село Ныда Надымского района Ямало-Ненецкого автономного округа Российской Федерации — опознавательно-правовой знак, служащий официальным символом муниципального образования.
Флаг муниципального образования село Ныда отражает исторические, культурные, социально-экономические, национальные и иные местные традиции.
Флаг муниципального образования село Ныда был утверждён 26 октября 2010 года решением Собрания депутатов муниципального образования село Ныда № 103. После рассмотрения флага муниципального образования село Ныда в Геральдическом совете при Президенте Российской Федерации, последний одобрил другой проект флага и внёс его 29 марта 2011 года в Государственный геральдический регистр Российской Федерации с присвоением регистрационного номера 6776.

## Описание
Описание флага, утверждённое 26 октября 2010 года решением Собрания депутатов муниципального образования село Ныда № 103, гласит: «Прямоугольное голубое полотнище с отношением ширины к длине 2:3, воспроизводящее композицию герба муниципального образования село Ныда в жёлтом и белом цвете».
Описание герба, утверждённое 26 октября 2010 года решением Собрания депутатов муниципального образования село Ныда № 104, гласило: «В лазоревом поле вверху — золотой пояс с восемью подвесками того же металла в виде зубчато вырезанных треугольников на таких же тесьмах, а внизу — серебряный муксун».
Описание герба, утверждённое 1 апреля 2011 года решением Собрания депутатов муниципального образования село Ныда № 124, гласит: «В лазоревом поле серебряный муксун под положенным во главе золотым поясом, который обременен четырьмя вписанными снизу червлеными пирамидами, каждая из которых завершена опрокинутым свободным стропилом, левый конец которого в свою очередь завершено таким же стропилом; внизу к поясу привешены восемь золотых подвесок в виде зубчато вырезанных малых пирамид на таких же тесьмах».
Несмотря на внесённые 1 апреля 2011 года изменения в описание и рисунок герба, соответствующих изменений в описание флага внесено не было (в описании флага не упоминается красный цвет).

## Символика флага
Расположенное на левом берегу реки Ныды при её впадении в Обскую губу одноимённое село — Ныда является одним из старейших поселений Надымского района. Первые постоянными деревянными постройками были купеческий дом со складскими поселениями сооружённые в 1986—1898 годах.
Современное село Ныда, одно из крупнейших национальных поселений Ямало-Ненецкого автономного округа, большая часть поселения — представители коренных малочисленных народов Севера. Учитывая национальные особенности села, традиционными видами сельскохозяйственной деятельности являются: развитие животноводства — оленеводство и рыбный промысел, отраженные на флаге частью национальной ненецкой оленьей упряжи, украшенной орнаментом, и белой рыбой — муксуном.
Голубой цвет — символ водных просторов подчеркивает значимую роль водных ресурсов в жизни местного населения. Голубой цвет — символ чести, благородства, духовности, возвышенных устремлений.
Белый цвет (серебро) — символ чистоты, совершенства, мира и взаимопонимания, цвет бескрайних северных просторов.
Жёлтый цвет (золото) — символ богатства, стабильности, уважения, интеллекта, жизненной энергии.
Красный цвет — символ мужества, красоты, силы, праздника.